# No Won-chang
No Won-chang (ur. 11 czerwca 1969) – południowokoreański zapaśnik w stylu wolnym. Trzykrotny uczestnik mistrzostw świata, czwarty w 1995. Najlepszy na igrzyskach wschodniej Azji w 1997. Srebrny medalista mistrzostw Azji w 1995 roku.